# Asheboro (Karolina Północna)
Asheboro – miasto w Stanach Zjednoczonych, w stanie Karolina Północna, siedziba administracyjna hrabstwa Randolph.